# Nanoplastique

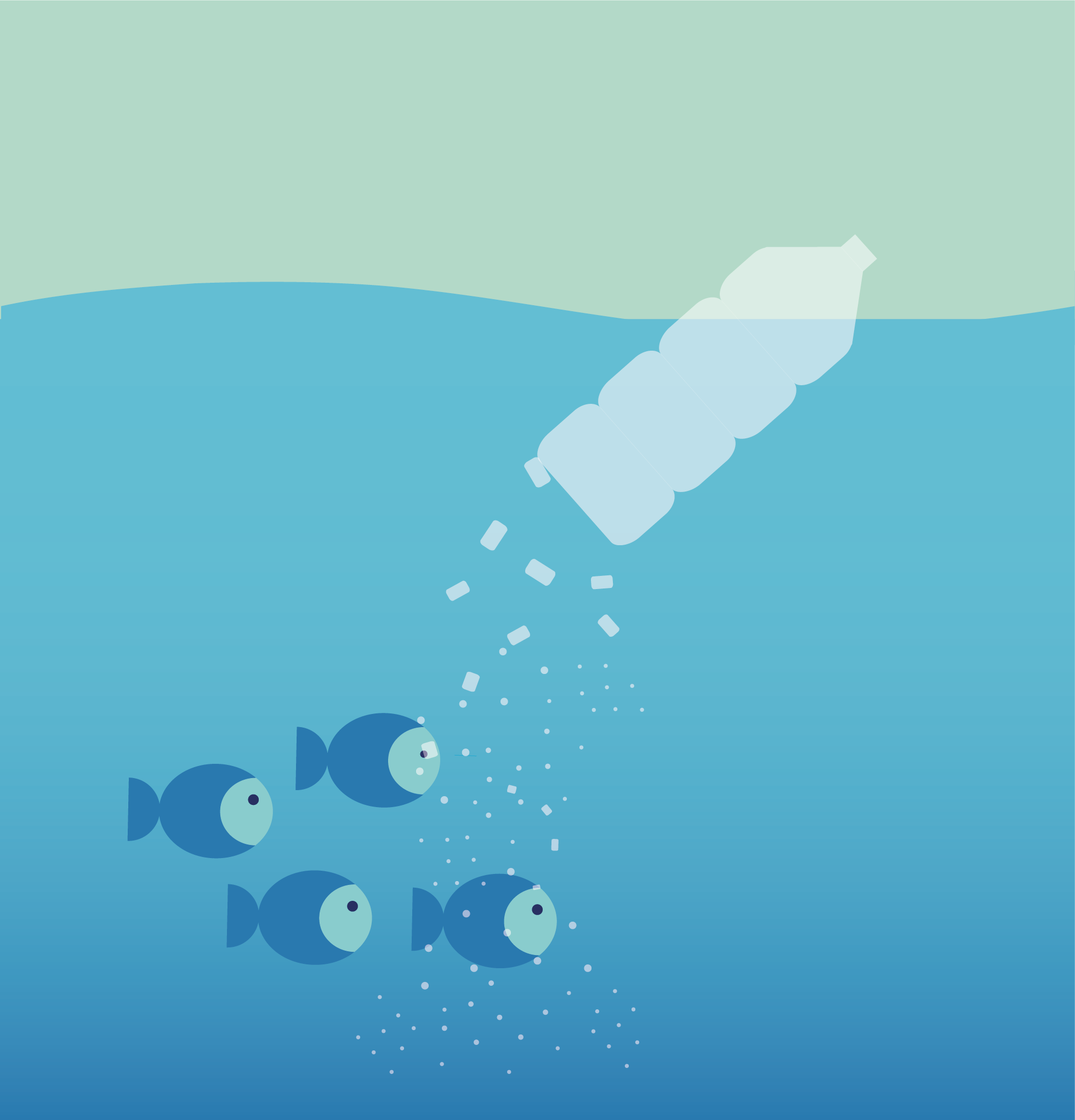
Dégradation progressive d'une bouteille en plastique dans l'eau, en particules de microplatique et de nanoplastique.

Les nanoplastiques sont des nanoparticules de plastique plus petites que cent nanomètres ou un micromètre (selon les auteurs et les définitions). Ce sont des fragments de macroplastiques, des sous-produits de macrodéchets ou des particules par exemple issues de l'usure, de l'abrasion ou à d'autres formes de dégradation de plastiques, ou plus rarement des polymères synthétisés à échelle nanoscopique pour l'industrie ou dans le cadre de travaux de recherche,,.
Leur présence dans l'environnement a été ignorée puis très sous-estimée (au milieu des années 2010, il s'agisait encore d'une frange très peu analysée et presque absente des études sur les microplastiques.
Une fois dans l'environnement aquatique, ils sont facilement ingérés par les larves ou adultes d'organismes filtreurs (moules et huitres par exemple), ou par des animaux suspensivores tels que la crevette Artemia franciscana, contaminant alors toutes les chaînes alimentaires.
En 2015, « les nanoplastiques sont probablement le type de déchets marins le moins connu, mais aussi potentiellement le plus dangereux. ». En 2020, l'évaluation des risques qu'ils posent est encore  balbutiante, en raison des difficultés d'analyses et de caractérisation de ces nanoparticules dans l'environnement.
Des études tentent d'anticiper ou modéliser leurs effets. Les seuils d’effet envisageables au vu des connaissances disponibles semblent souvent supérieurs aux concentrations environnementales de nanoplastiques estimées,,,,,,. Mais on ignore encore d'éventuels effets synergiques et la possibilité de bioconcentration dans certains organismes filtreurs ; Ainsi a-t-on montré en 2014 que les nanoplastiques inhibent la croissance d'un genre d'algue verte, S. obliquus, et la reproduction d'un petit crustacé (Daphnia magna).

## Histoire
Une vague d'articles scientifiques sur les microplastiques est apparue à partir de 2004, suscitant peu à peu d'autres travaux sur les nanoplastiques, susceptibles d'avoir des propriétés très différentes.
Vu leur provenance, l'augmentation de production de plastique depuis le milieu du XXe siècle, et étant donné la longévité du plastique, une large dissémination dans l'environnement est attendue. Chaque objet en plastique pouvant donner naissance à un très grand nombre de nano- et micro plastique (MNP), la contamination de l'environnement naturel, terrestre, aérien et marin et de nos organismes va augmenter.

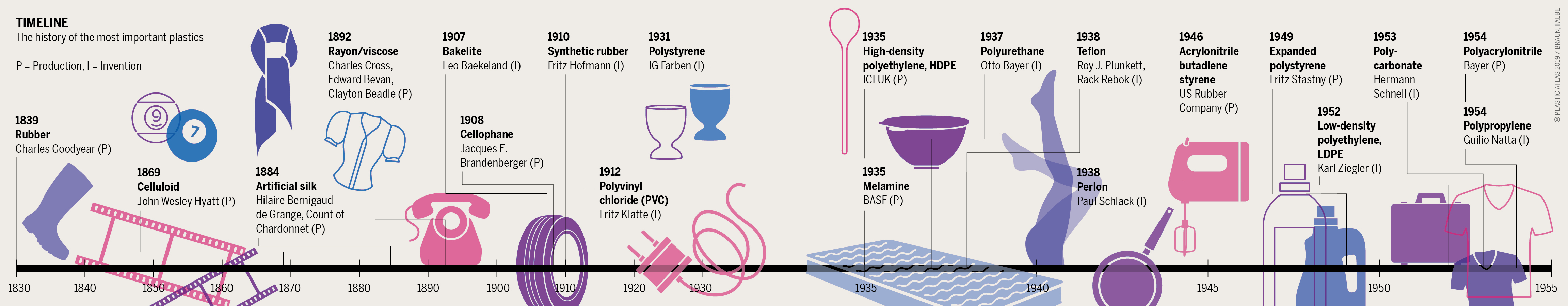
Frise chronologique de la diffusion des matières plastiques depuis le XIX.

## Définition
Comme pour les nanoparticules en général, la taille d'un nanoplastique a une grande importance pour prévoir ses propriétés physiques, chimiques, mécaniques, biocinétiques, de biodisponibilité, toxicologiques et écotoxicologiques. La taille maximale retenue pour définir un nanoplastique varie selon les auteurs.

## Origines
Des nanoplastiques sont introduits dans l'eau, l'air ou les sol volontairement ou accidentellement. Ils peuvent être introduits dans des organismes par inhalation ou ingestion, éventuellement via des aliments contaminés, ou directement s'y former, à partir de la dégradation de microplastiques ou de fragments de plastiques ou de fibres synthétiques).
Toutes les formes d'abrasion ou de microabrasion de plastiques, et certains processus de décomposition peuvent donner naissance à des nanoplastiques, par exemple via l'usure d'objets, via l'usure de peintures incluant des plastifiants (ex. : marquages routiers), ou encore à la suite de l'abrasion de millions de pneus en caoutchouc synthétique s'usant au contact des routes.
Des nanoplastiques peuvent être issus :
- de réaction de photodégradation ;
- d'une dégradation mécanique ;
- d'une thermooxydation ;
- d'une hydrolyse de polymères ;
- d'une biodégradation microbienne ;
- de l'usure des pneus sur les enrobés.

### Dans l'alimentation
Depuis qu'on les cherche, on en trouve dans de nombreux aliments, solides et liquides. L'un des records semble être le thé issu de sachets synthétiques : Une étude récente (2019) a montré que le thé infusé dans les sachets «soyeux» synthétique contient des milliards de nanoplastiques et de microplastique : « le fait de tremper un sachet de thé en plastique unique à la température d'infusion (95 °C) libère environ 11,6 milliards de microplastiques et 3,1 milliards de nanoplastiques dans une seule tasse de la boisson [...] (nylon et téréphtalate de polyéthylène) », ; quantité qui dépasse de plusieurs ordres de grandeur celles trouvées dans d"autres aliments et boissons. Peu d'études ont porté sur les effets de ces particules sur la santé chez l'Humain, mais des daphnies exposées à ces microplastiques nageaient «follement», et des tests de toxicité aiguë faits sur des invertébrés ont conclu que l’exposition aux seules particules libérées par les sachets de thé (pas à la théine) a des effets sur le comportement et le développement  (effets de type "dose-dépendant").

## Nanotoxicologie
C'est une préoccupation récente, encore scientifiquement très peu explorée.
Grâce aux études sur les microplastique et sur diverses nanoparticules, on sait qu'ils peuvent être inhalés et passer directement dans le sang, ou être ingérés avec les boissons ou aliments et passer dans l'organisme humain ou dans l'air notamment.
En avril 2024, une équipe de l’Inserm avait prouvé la nocivité des nanoplastiques de polystyrène sur l’humain, notamment sur son placenta.

## Écotoxicologie
Des fragments de plastiques de taille variée sont retrouvés dans les systèmes digestifs de presque tous les grands animaux marins. Et des particules de petite taille sont très souvent retrouvées dans les coquillages filtreurs. Ils sont donc déjà largement diffusés dans les environnements terrestres et marins.
On sait déjà que :
- leur présence dans des agrégats marins facilite leur ingestion par exemple par des larves bivalves filteurs, comme l'ont montré Ward et ses collègues en 2009 que[11] ;
- le nanopolystyrène interfère avec le comportement alimentaire de la moule commune (Mytilus edulis L.), comme l'ont montré Wegner et ses collègues en 2012[13] ;
- ils peuvent aussi pénétrer le phytoplancton et les algues et, en condition de laboratoire, ils se montrent alors capables d'inhiber la photosynthèse[12] ;
- des nanoparticules issues de polystyrène peuvent perturber les couches de lipides constituant la membrane cellulaire (démontré en 2013)[27] ;
- le nanopolystyrène ingéré En eau douce par la daphnie Daphnia galeata inhibe sa reproduction, et est source d'anomalies du développement embryonnaire (montré en 2017)[28] ;
- Compte tenu de la répartition, de l'abondance et de la persistance des micro- et nanoplastiques (MNP), l'exposition des humains et des animaux (aquatiques notamment) à ces contaminants est devenue inévitable. Une fois inhalé et/ou ingéré, les nanoplastiques peuvent atteindre le cerveau, en quantité et avec des effets qui sont encore ignorés. Mais ce que l'on sait sur d'autres nanoparticules fait évoquer une possible neurotoxicité ; puisque même des nanoparticules d'or (Au) considérées comme inertes et chimiquement neutres se montrent neurotoxiques dans le cerveau de différentes espèces (et in vitro), on suppose que les nanoplastiques peuvent au moins induire un stress oxydatif et par suite des dommages aux neurones ; ils pourraient aussi inhiber l'acétylcholinestérase et modifier le taux de plusieurs neurotransmetteurs, avec alors des effets comportementaux. Selon Prüst et al. (2020) « une comparaison systématique des effets neurotoxiques de différents types, formes et tailles de particules à différentes concentrations et durées d'exposition fait défaut, mais est nécessaire de toute urgence pour élucider davantage le danger neurotoxique et le risque d'exposition aux micro- et nanoplastiques »[29].

## Dispersion géographique et devenir

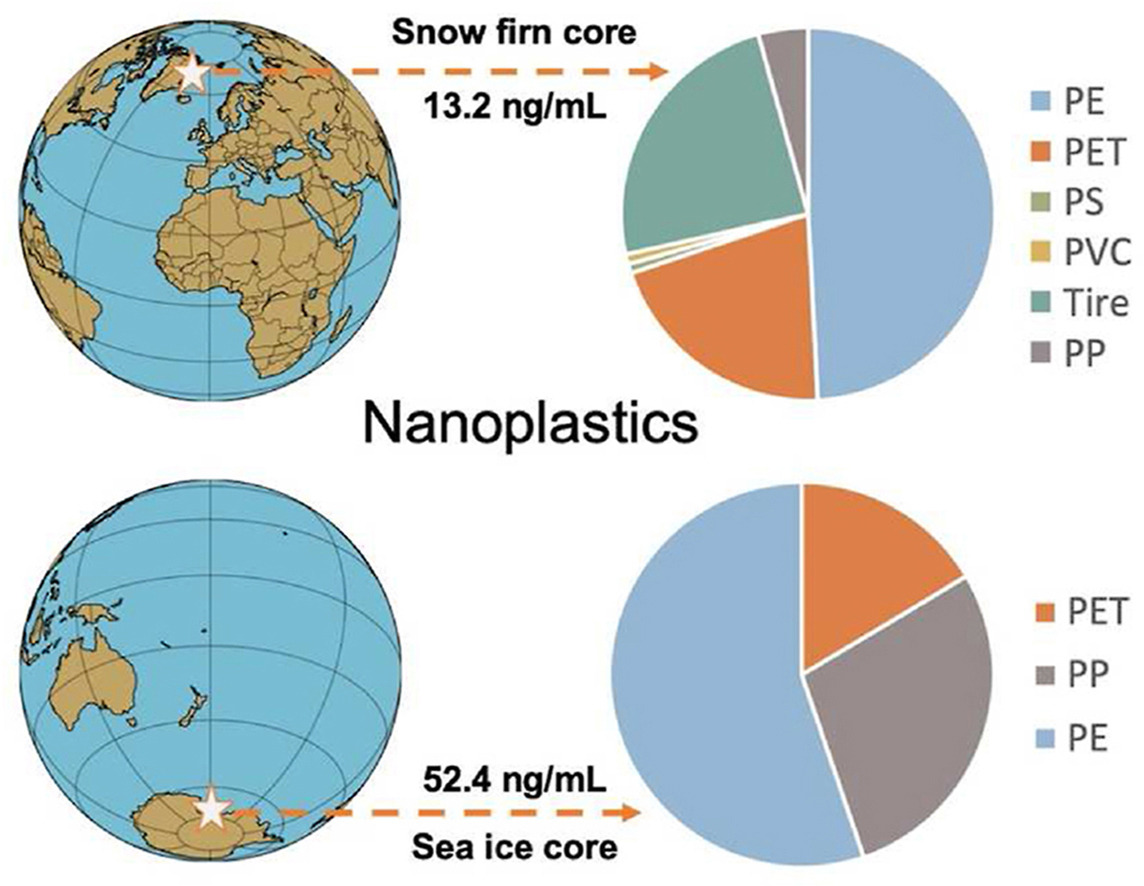
Analyse d'échantillons de glace collectés :
- Au Groenland ; 13,2 ng/mL de nanoplastiques en moyenne, jusqu'à 14 m de profondeur dans un névé : polyéthylène (PE), polypropylène (PP), polyéthylène téréphtalate (PET), polystyrène (PS), chlorure de polyvinyle (PVC) et nanoparticules issues de l'usure des pneus.
- Dans de la glace de mer (prélevée sur la banquise antarctique) : 52,3 ng/mL de nanoplastiques en moyenne (PE, PP et PET).
Rem : les nanoplastiques issus de pneus sont plus rares au sud qu'au nord.

Très légers, encore plus facilement diffusés que les microplastiques, les nanoplastiques semblent avoir déjà contaminé tous les endroits supposés vierges du monde, zones polaires y compris, pendant que d'autres contaminants (ex : plomb et suie) diminuaient grâce aux réglementations internationales. Dans l'océan, via les réenvols dans les embruns marins, ils semblent pouvoir recontaminer l'air, les sols littoraux ou la glace marine en train de mer former.
Selon une étude récente (2022) d'échantillons de glace prélevés au-delà du cercle polaire sud et nord : le nanoplastique le plus fréquent y est le PE (> 50 % du total).
- Au Groenland, en moyenne 13,2 ng/mL de nanoplastiques ont été trouvés dans une carotte, avec jusqu'à  14 m de profondeur dans un névé des nanofragments de polyéthylène (PE), de polypropylène (PP), de polyéthylène téréphtalate (PET), de polystyrène (PS), de chlorure de polyvinyle (PVC) et des nanoparticules provenant de l'usure des pneus[30].
- La banquise antarctique n'est pas épargnée avec en moyenne 52,3 ng/mL de nanoplastiques (PE, PP et PET) trouvés dans un échantillon de glace de mer analysé. Les résidus d'usure des pneus sont plus rares au sud, alors qu'ils sont dominant dans l'Arctique[30].

Très facilement ingéré et intégrés dans les organismes, même très petits (zooplancton notamment) ; ils peuvent alors contaminer la chaine alimentaire  et/ou être excrétés dans les fèces et boulettes fécales, qui dans les eaux douces et marines descendent plus ou moins lentement vers le fond. Cette « neige », composée de déchets métaboliques et de cadavres « chute» en permanence vers les fonds où l'on a déjà trouvé de nombreuses particules de microplastiques qui font alors partie de ce qu'on appelle parfois la litière ou le sédiment anthropogénique. Les nanoparticules étant plus légères que les microparticules, il est possible qu'elles soient beaucoup plus bioassimilables et qu'elles sédimentent moins facilement.
On sait que les mucus des larvacés comptent beaucoup dans la recirculation d'une partie des microplastiques dans la chaine alimentaire ; un transfert de pollution de la surface vers le sédiment peut avoir des impacts différés sur les écosystèmes. Les sédiments peuvent être remobilisés (remis en suspension par des courants marins, des hélices, des éclusées, le chalutage, etc.).
Micro- et nanoplastiques deviennent souvent des surfaces d'absorption ou d'adsorption pour d'autres micropolluants, chimiques cette fois comme du (phénanthrène ou du PCB par exemple). Et quand ils s'érodent ils peuvent eux-mêmes relarguer des métaux toxiques (utilisés comme colorants ou stabilisateurs anti-UV) ou des perturbateurs endocriniens (plastifiants).

## Méthodes de détection, d'analyse, de quantification et de monitoring
Inventer un système fiable, peu coûteux et si possible automatisable capable d'identifier, caractériser (type de plastique, taille, forme de la nanoparticule, etc.) et compter avec précision les nanoplastiques est l'un des défis scientifiques à venir.
Dans les années 2010, les méthodes de détection et protocoles analytiques sont encore à leurs débuts. La Désorption Thermique - Réaction de Transfert de Protons - Spectrométrie de Masse (TD-PTR-MS) permet de détecter et caractériser divers types de nanoplastiques dans l'eau (neige ou glace), mais les mesures deviennent beaucoup plus difficiles quand le nanoplastique est à isoler d'une matrice de type sol, sédiment, tissu végétal ou animal, poussière, etc.). Il tend en outre à s'adsorber sur divers supports, et à fixer diverses autres molécules. Il est enfin rapidement intégré dans des agrégats « hétéroagrégats », des biofilms ou excrété avec les excréments ou pseudofèces des organismes (filtreurs notamment).
L'utilisation du filet à plancton pour l'échantillonnage en eau douce ou marine a conduit à sous-estimer les teneurs des milieux aquatiques et marins en micro- et nanoplastiques.
Ceci explique que les premières études faites sur l'absorption des microplastiques par des êtres vivants et sur leurs effets toxicologiques (généralement chez des organismes marins) ont été faites avec concentrations de nanoplastiques irréalistes pour l'environnement naturel.
Des méthodes affinées permettent d'étudier sa cinétique environnementale et/ou sa biocinétique, avec par exemple :
- l'utilisation de marqueurs fluorescents[39] ;
- l'utilisation de nanosphères de nanopolystyrène[40],[41], radiomarqué au carbone 14 (14C) pour étudier les capacités d'absorption de nanoplastiques à des doses similaires à celles qu'on peut trouver dans son environnement (<15 µg/L), chez un mollusque d'intérêt commercial, le pétoncle (Pecten maximus). Dans ce cas l'expérimentation a confirmé que l'absorption est rapide, et qu'elle est plus importante pour des particules très petites (24 nm) que pour des particules de 250 nm. Après six heures, l'autoradiographie a montré une accumulation des nanoplastiques de 250 nm dans l'intestin, alors que les particules de 24 nm avaient franchi la barrière intestinale en se dispersant dans tout le corps, ce qui laisse penser que dans une certaine mesure au moins, une translocation au travers des membranes épithéliales est possible. Cette étude a aussi montré que chez cette espèce la dépuration était également relativement rapide, et pour les deux tailles ; Les particules de 24 nm n'étaient plus détectables après 14 j, mais quelques particules de 250 nm étaient encore présentes dans l'organisme 48 j après l'ingestion (il existe donc de possibles expositions aiguës et/ou chroniques).

Au sein du groupe des nanoplastiques, la taille des particules influence donc leur biocinétique. Une modélisation tirée de cette expérience a conclu qu'il faudrait 300 j d'exposition environnementale continue pour que l'absorption atteigne l'équilibre dans les tissus corporels du pétoncle (moins de 2,7 mg de nanoplastiques par gramme de chair). Des études plus anciennes ayant exposés des pétoncles à des nanomatériaux non plastiques (nanoargent) de taille similaire (20 nm) laissent penser que la taille et la composition des nanoparticules pourrait également influer quelque peu sur leur distribution dans les tissus d'absorption.